# Jelena Brooks
Jelena Milovanović (Kragujevac, 28 de abril de 1989) é uma basquetebolista profissional sérvia, medalhista olímpica.

## Carreira
Jelena Milovanović integrou Seleção Sérvia de Basquetebol Feminino, na Rio 2016, conquistando a medalha de bronze.